# Cừu Brogna
Cừu Brogna hoặc Cừu Brogne là một giống cừu nhà có nguồn gốc từ tỉnh Verona, ở vùng Veneto ở đông bắc Italy. Nó thích nghi tốt với môi trường vùng cao. Tên của giống cừu này có thể xuất phát từ loài cừu Breonio đã bị bãi bỏ, bây giờ là một phần của cừu Fumane.

## Đặc điểm
Cừu Brogna là một giống cừu cỡ trung bình, với cừu đực chưa thiến có trọng lượng trung bình khoảng 60 kg (130 lb) với chiều cao tính từ các bả vai từ 67 cm (26 in) và cừu cái có trọng lượng nhỏ hơn, khoảng 47 kg (100 lb) với chiều cao thấp hơn, chỉ 57 cm (22 in).

## Sử dụng
Cừu Brogna theo truyền thống là một giống ba mục đích, được nuôi dưỡng với vai trò cho thịt, sữa và len; tuy nhiên, nhu cầu về len hiện nay thấp và nó được nuôi với mục đích chủ yếu là cho thịt Sau khi những con cừu được cai sữa, chúng sẽ sản xuất khoảng 100 kg sữa trong 100 ngày. Thịt cừu đạt khoảng 17 kg sau 60 ngày và chúng được đưa đi giết mổ khi trọng lượng đạttừ 15 đến 20 kg.
Trong một thử nghiệm về sản sinh thịt, so sánh với các giống khác trong khu vực theo ba chế độ cho ăn khác nhau, Brogna được tìm thấy có nhiều chất béo và chất lượng thịt tốt hơn so với Cừu Alpagota nhưng tốc độ tăng trưởng chậm hơn và kích thước nhỏ hơn so với Cừu Foza. Cả ba giống này đều có giá trị bảo tồn nhằm cung cấp sản phẩm trong khu vực cho thị trường địa phương.